# Taken by a Stranger
"Taken by a Stranger" là ca khúc của nữ ca sĩ người Đức Lena Meyer-Landrut, đại diện cho nước Đức tại Eurovision Song Contest 2011 diễn ra tại Düsseldorf, Đức. Chung cuộc, ca khúc giành được 107 điểm và đứng ở vị trí thứ 10. Ca khúc được sáng tác bởi Gus Seyffert, Nicole Morier, Monica Birkenes. Taken by a Stranger nằm trong album thứ hai của Lena Good News, do Stefan Raab và Reinhard Schaub sản xuất.
Ca khúc được chọn thông qua bình chọn của khán giả trong Unser Song für Deutschland (Our Song for Deutschland), một chương trình truyền hình được sản xuất nhằm mục đích chọn ra ca khúc thi đấu tại Eurovision 2011, vào ngày 18 tháng 02, 2011. Bản kĩ thuật số ra mắt một ngày sau đó; và bản maxi được phát hành ngày 22 tháng 02, 2011.

## Sản xuất và lựa chọn
"Taken by a Stranger" là một ca khúc thuộc thể loại electropop. Ca khúc được sáng tác bởi các nhạc sĩ người Mĩ Gus Seyffert, Nicole Morier, và nhạc sĩ người Na Uy Monica Birkenes. Seyffert nói rằng anh sáng tác ca khúc khi chơi một số giai diệu cho Nicole Morier bằng cây guitar. Công việc phác thảo ca khúc và sáng tác lời được hoàn thành vài ngày sau, trước khi họ gửi nó choMonica Birkenes ở London. Seyffert mất vài tuần sau đó để hoàn thành ca khúc. Về phần lời, anh nhận xét rằng:: "Chúng tôi quyết định xây dựng cốt truyện về một kẻ lạ mặt có hành động đáng ngờ, hoặc một người mà ca sĩ sẽ cảm thấy bất an. Tôi nghĩ nó sẽ gợi nhiều tưởng tượng khi phải kề cận với một kẻ lạ mặt".
Bài hát là một trong khoảng 500 ca khúc được gửi đến để xem xét tham gia Unser Song für Deutschland (Our Song for Germany), một chương trình truyền hình được sản xuất nhằm tìm kiếm ca khúc cho Lena Meyer-Landrut để dự thi Eurovision Song Contest 2011. Cuối cùng, nó và 11 ca khúc khác được Lena và Stefan Raab lựa chọn để tham gia chương trình. Trong đêm chung kết của Unser Song für Deutschland, nó đã chiến thắng bản ballad "Push Forward" với 79% phiếu bầu.
Bản cuối cùng của ca khúc được sản xuất bởi Reinhard Schaub và Stefan Raab.

## Phát hành
"Taken by a Stranger" được phát hành dưới định dạng kĩ thuật số vào ngày 18 tháng 02, 2011, ngay trong đêm sau chung kết của Unser Song für Deutschland. Bản maxi, bao gồm cả ca khúc "That Again" trong album thứ hai của Lena Good News, được phát hành ngày 22 tháng 02, 2011. Ca khúc được dán nhãn của hãng thu âm USFO, do Universal Music Germany và Raab TV/Brainpool tạo ra một năm trước đó.
Ca khúc giành No.2 tại BXH đĩa đơn Đức, No.32 tại Áo và No.45 tại Thụy Sĩ. "Taken by a Stranger" cũng nằm trong album thứ của Lena Good News, được phát hành vào ngày 08 tháng 02, 2011.

## MV
MV của "Taken by a Stranger" được quay bởi đạo diễn Wolf Gresenz tại Berlin. Khung cảnh MV là một khách sạn và Lena đi loanh quanh trong đó, nhìn vào các hình ảnh phản chiếu của mình trong gương. MV tạo ra một không gian bí ẩn bằng ánh sáng tối và các hiệu ứng đặc biệt, trong đó có hình ảnh phản chiếu trong gương không giống hiện thực. Nửa sau MV, Lena nhìn thấy một căn phòng đầy gương nhảy múa cùng với nhiều vũ công mặt đồ bạc giống người ngoài hành tinh. Ở đoạn kết, Lena nhảy vào một tấm gương, nó vỡ và cô biến mất.
Vào ngày 24 tháng 02, 2011, MV được chiếu trên đài truyền hình Das Erste ngay trước bản tin thời sự tối Tagesschau. Cùng ngày, MV cũng xuất hiện trên trang web chính thức của Lena. MV có 2 phiên bản, bản chính thức được phát sóng bởi Das Erste, còn bản mới được phát hành khoảng một tuần sau đó. Trong bản mới, một số cảnh về vũ công phụ hoạ được cắt bớt, đồng thời hiệu ứng kính vỡ bằng công nghệ CGI ở cuối video được cải thiện hơn.

## Eurovision Song Contest
"Taken by a Stranger" là ca khúc dự thi của Đức tại Eurovision Song Contest 2011. Theo điều lệ của cuộc thi, ca khúc được đặc cách vào vòng chung kết diễn ra vào ngày 14 tháng 5 năm 2011. Nhờ quyền ưu tiên chọn vị trí lên sân khấu, ca khúc được xếp thứ tự thứ 16/25. Ca khúc đã đứng hạng 10 chung cuộc.

## Tracklist
| Bản kĩ thuật số | Bản kĩ thuật số                   | Bản kĩ thuật số |
| STT             | Nhan đề                           | Thời lượng      |
| --------------- | --------------------------------- | --------------- |
| 1.              | "Taken by a Stranger" (đĩa đơn)   | 3:23            |
| 2.              | "Taken by a Stranger" (trực tiếp) | 3:24            |

| Bản CD | Bản CD                          | Bản CD                                       | Bản CD                       | Bản CD     |
| STT    | Nhan đề                         | Sáng tác                                     | Sản xuất                     | Thời lượng |
| ------ | ------------------------------- | -------------------------------------------- | ---------------------------- | ---------- |
| 1.     | "Taken by a Stranger" (đĩa đơn) | Gus Seyffert, Nicole Morier, Monica Birkenes | Stefan Raab, Reinhard Schaub | 3:23       |
| 2.     | "That Again" (album)            | Stefan Raab                                  | Stefan Raab                  | 3:03       |

## Credit
- Hát chính – Lena Meyer-Landrut
- Sản xuất – Stefan Raab, Reinhard Schaub
- Lời nhạc – Gus Seyffert, Nicole Morier, Monica Birkenes
- Hãng đĩa: Universal Music, USFO

## Bảng xếp hạng
| Bảng xếp hạng (2011)           | Vị trí cao nhất |
| ------------------------------ | --------------- |
| Áo (Ö3 Austria Top 40)         | 18              |
| Bỉ (Ultratip Flanders)         | 24              |
| Bỉ (Ultratip Wallonia)         | 39              |
| Germany (Media Control AG)     | 2               |
| Ireland (IRMA)                 | 50              |
| Hà Lan (Single Top 100)        | 92              |
| Thụy Sĩ (Schweizer Hitparade)  | 29              |
| Turkey (Turkish Singles Chart) | 70              |
| Anh Quốc (OCC)                 | 117             |

### Bảng xếp hạng cuối năm
| Bảng xếp hạng (2011) | Vị trí |
| -------------------- | ------ |
| German Singles Chart | 69     |

## Phát hành
| Quốc gia  | Ngày                | Hãng đĩa        | Định dạng       |
| --------- | ------------------- | --------------- | --------------- |
| Đức       | 22 tháng 02, 2011   | Universal Music | Kĩ thuật số, CD |
| Anh Quốc  | 28 tháng 02, 2011   | Island Records  | Kĩ thuật số     |
| Châu Âu   | 15 tháng 5 năm 2011 | Island Records  | Kĩ thuật số     |
| Australia | 15 tháng 5 năm 2011 | Island Records  | Kĩ thuật số     |